# Romilly-la-Puthenaye
Pour les articles homonymes, voir Romilly.
Romilly-la-Puthenaye est une commune française située dans le département de l'Eure, en région Normandie.

## Géographie

### Localisation
|                               | Barquet              | Barquet                                    |
| Grosley-sur-Risle La Houssaye | Romilly-la-Puthenaye | Berville-la-Campagne Collandres-Quincarnon |
| Sébécourt                     |                      | Collandres-Quincarnon                      |

### Hydrographie
La commune est située dans le bassin Seine-Normandie. Elle est drainée par la Risle,.
La Risle, d'une longueur de 145 km, prend sa source dans la commune de Planches et se jette  dans la Seine à Berville-sur-Mer, après avoir traversé 52 communes. Les caractéristiques hydrologiques de la Risle sont données par la station hydrologique située sur la commune de Barquet. Le débit moyen mensuel est de 1,85 m3/s. Le débit moyen journalier maximum est de 16,9 m3/s, atteint lors de la crue du 19 janvier 2024. Le débit instantané maximal est quant à lui de 19,1 m3/s, atteint le même jour.

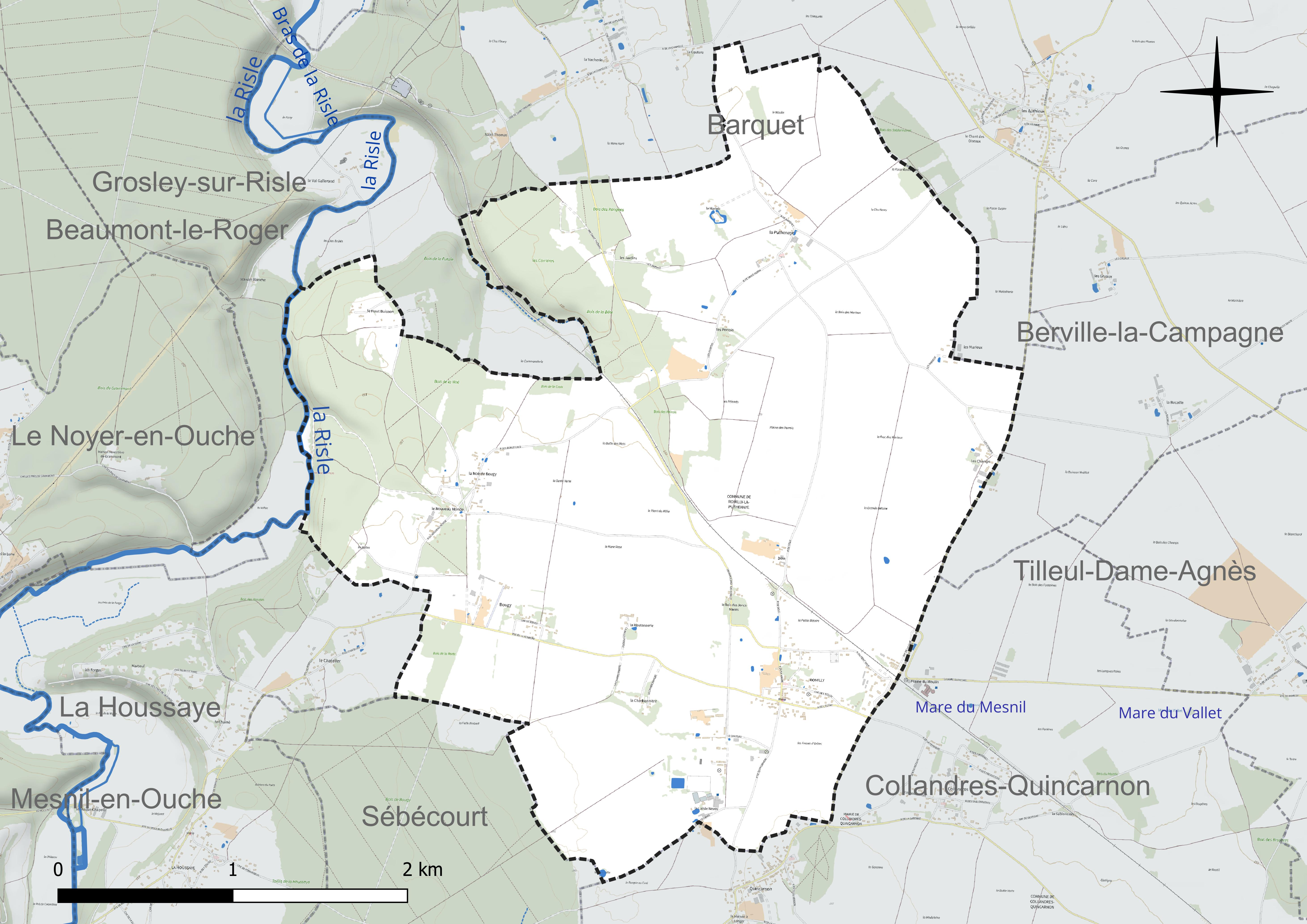
Réseau hydrographique de Romilly-la-Puthenaye.

### Climat
Pour des articles plus généraux, voir Climat de la Normandie et Climat de l'Eure.
En 2010, le climat de la commune est de type climat océanique dégradé des plaines du Centre et du Nord, selon une étude du CNRS s'appuyant sur une série de données couvrant la période 1971-2000. En 2020, Météo-France publie une typologie des climats de la France métropolitaine dans laquelle la commune est exposée à un climat océanique et est dans la région climatique  Côtes de la Manche orientale, caractérisée par un faible ensoleillement (1 550 h/an) ; forte humidité de l’air (plus de 20 h/jour avec humidité relative > 80 % en hiver), vents forts fréquents. Parallèlement le GIEC normand, un groupe régional d’experts sur le climat, différencie quant à lui, dans une étude de 2020, trois grands types de climats pour la région Normandie, nuancés à une échelle plus fine par les facteurs géographiques locaux. La commune est, selon ce zonage, exposée à un « climat des plateaux abrités », correspondant aux plaines agricoles de l’Eure, avec une pluviométrie beaucoup plus faible que dans la plaine de Caen en raison du double effet d’abri provoqué par les collines du Bocage normand et par celles qui s’étendent sur un axe du Pays d'Auge au Perche.
Pour la période 1971-2000, la température annuelle moyenne est de 10,4 °C, avec  une amplitude thermique annuelle de 14,1 °C. Le cumul annuel moyen de précipitations est de 705 mm, avec 11,6 jours de précipitations en janvier et 8,2 jours en juillet. Pour la période 1991-2020, la température moyenne annuelle observée sur la station météorologique la plus proche, située sur la commune des Bottereaux à 19 km à vol d'oiseau, est de 10,8 °C et le cumul annuel moyen de précipitations est de 736,5 mm,. Pour l'avenir, les paramètres climatiques de la commune estimés pour 2050 selon différents scénarios d’émission de gaz à effet de serre sont consultables sur un site dédié publié par Météo-France en novembre 2022.

## Urbanisme

### Typologie
Au 1er janvier 2024, Romilly-la-Puthenaye est catégorisée commune rurale à habitat dispersé, selon la nouvelle grille communale de densité à 7 niveaux définie par l'Insee en 2022.
Elle est située hors unité urbaine. Par ailleurs la commune fait partie de l'aire d'attraction d'Évreux, dont elle est une commune de la couronne,. Cette aire, qui regroupe 108 communes, est catégorisée dans les aires de 50 000 à moins de 200 000 habitants,.

### Occupation des sols
L'occupation des sols de la commune, telle qu'elle ressort de la base de données européenne d’occupation biophysique des sols Corine Land Cover (CLC), est marquée par l'importance des territoires agricoles (81,2 % en 2018), en diminution par rapport à 1990 (83,3 %). La répartition détaillée en 2018 est la suivante : 
terres arables (67,3 %), forêts (16,7 %), zones agricoles hétérogènes (13,8 %), zones urbanisées (2 %), prairies (0,1 %). L'évolution de l’occupation des sols de la commune et de ses infrastructures peut être observée sur les différentes représentations cartographiques du territoire : la carte de Cassini (XVIIIe siècle), la carte d'état-major (1820-1866) et les cartes ou photos aériennes de l'IGN pour la période actuelle (1950 à aujourd'hui).

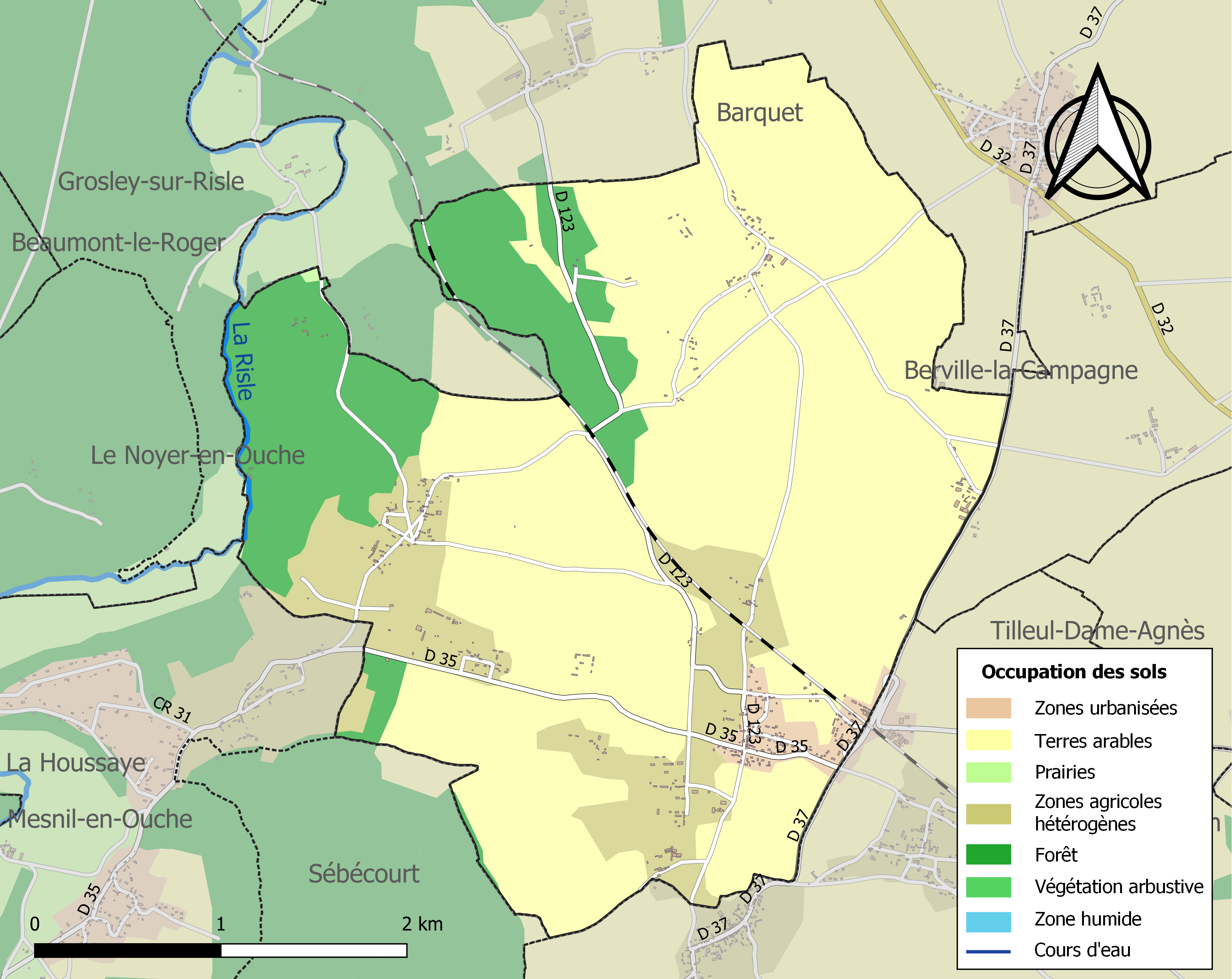
Carte des infrastructures et de l'occupation des sols de la commune en 2018 (CLC).

## Toponymie
Le nom de la localité est attesté sous les formes Romeliacum vers 1080 (cartulaire de Conches), Remileium au XIe siècle (Orderic Vital), Roumilies en 1221, Romille en 1234 (inv. des arch. de Lyre), Romeilli en 1285 (cartulaire de Lyre), Rommelli et Roumelli en 1419 (arch. nat., aveu de Jehan Arthur), Roumilly en 1458 (ord. du Verdier de Conches).
La Puthenaye : ancienne commune réunie à celles de Bougy et de Romilly-près-Bougy sous le nom de Romilly-la-Puthenaye en 1846.

## Histoire
Au cours de la Révolution française, la commune, alors nommée simplement Romilly, porta provisoirement le nom de Romilly-près-Bougy.
En 1846, la commune, alors peuplée de 349 habitants, absorbe celles voisines de Bougy, peuplée de 121 habitants,, et de La Puthenaye, peuplée de 128 habitants,.
Le 19 juin 1857, un violent orage brise les vitraux de l'église et les carreaux de la station de chemin de fer.

## Politique et administration
Maire après 1847, et avant 1859 : Louis Marie Henry Pierre Désiré de Brigode du Hallay-Coëtquen, Pair de France, conseiller général du Canton de Beaumont-le-Roger (fils de Louis Marie Joseph de Brigode).
| Période                                  | Période  | Identité                | Étiquette | Qualité              |
| ---------------------------------------- | -------- | ----------------------- | --------- | -------------------- |
| 1876                                     |          | David-Eugène Saugrain   |           |                      |
| 1903                                     | 1908     | Albert Danloux-Dumesnil |           |                      |
|                                          |          |                         |           |                      |
| avril 2014                               | En cours | Jean-Bernard Juin       | SE        | Agriculteur retraité |
| Les données manquantes sont à compléter. |          |                         |           |                      |

## Démographie
L'évolution du nombre d'habitants est connue à travers les recensements de la population effectués dans la commune depuis 1793. Pour les communes de moins de 10 000 habitants, une enquête de recensement portant sur toute la population est réalisée tous les cinq ans, les populations de référence des années intermédiaires étant quant à elles estimées par interpolation ou extrapolation. Pour la commune, le premier recensement exhaustif entrant dans le cadre du nouveau dispositif a été réalisé en 2008.

En 2022, la commune comptait 329 habitants, en évolution de +3,13 % par rapport à 2016 (Eure : −0,25 %, France hors Mayotte : +2,11 %).
| 1793 | 1800 | 1806 | 1821 | 1831 | 1836 | 1841 | 1846 | 1851 |
| ---- | ---- | ---- | ---- | ---- | ---- | ---- | ---- | ---- |
| 263  | 335  | 300  | 286  | 312  | 326  | 319  | 556  | 533  |

| 1856 | 1861 | 1866 | 1872 | 1876 | 1881 | 1886 | 1891 | 1896 |
| ---- | ---- | ---- | ---- | ---- | ---- | ---- | ---- | ---- |
| 540  | 478  | 489  | 423  | 430  | 405  | 362  | 368  | 350  |

| 1901 | 1906 | 1911 | 1921 | 1926 | 1931 | 1936 | 1946 | 1954 |
| ---- | ---- | ---- | ---- | ---- | ---- | ---- | ---- | ---- |
| 338  | 323  | 311  | 308  | 316  | 283  | 292  | 333  | 314  |

| 1962 | 1968 | 1975 | 1982 | 1990 | 1999 | 2006 | 2008 | 2013 |
| ---- | ---- | ---- | ---- | ---- | ---- | ---- | ---- | ---- |
| 274  | 317  | 315  | 312  | 310  | 262  | 292  | 300  | 322  |

| 2018 | 2022 | - | - | - | - | - | - | - |
| ---- | ---- | - | - | - | - | - | - | - |
| 318  | 329  | - | - | - | - | - | - | - |

## Culture locale et patrimoine

### Lieux et  monuments
Romilly-la-Puthenaye compte plusieurs monuments inscrits à l'inventaire général du patrimoine culturel :
- l'église Saint-Pierre (XVIe (détruit), XVIe et XIXe)[29], qui  a subi un incendie le 17 avril 2021 détruisant le clocher et la charpente, ainsi qu'un retable[30]. Le bâtiment, reconstruit après la guerre de Cent Ans, date du XVIe siècle[31]. Les dégâts sont évalués à un million d'euros. La charpente et le clocher se sont effondrés[32]. Tout le mobilier est brûlé[33], notamment une Vierge à l'Enfant[34] datant du XVe siècle et un retable de bois[35] ;
- l'église Saint-Aubin (XVIe et XVIIe) au lieu-dit la Puthenaye[36];
- l'Église Sainte-Madeleine de Bougy[37];
- le presbytère (XVIIIe) au lieu-dit la Puthenaye[38] ;
- le château fort (XIIe, XVIIe et XVIIIe)[39]. Le château a été reconstruit dans la deuxième moitié du XVIIe siècle par Jules Hardouin-Mansart pour Thomas Legendre, négociant à Rouen. L'aile sud a été ajoutée par Joseph-Abel Couture dans la seconde moitié du XVIIIe siècle. Au cours de la Seconde Guerre mondiale, le logis est ruiné et il est finalement détruit après 1959. Ne subsistent donc aujourd'hui du château que des vestiges ;
- le château de la Charbonnière (XVIIe) au lieu-dit Bougy[40]. Il a été construit pour Guillaume de Croisy. Le logis a été détruit en 1855. L'orangerie a été aménagée, par la suite, en nouveau logis ;
- le moulin de Bougy (XVIe ?) au lieu-dit Plaine du Moulin[41]. Détruit en 1868, il n'en reste que des vestiges. Ses pierres ont été réutilisées dans le chœur de l'église paroissiale ;
- un manoir du XVIe siècle au lieu-dit la Puthenaye[42] ;
- un manoir du XVIIe siècle[43] ;
- une maison à pan de bois du XVIIIe siècle[44].

Est également inscrite à l'inventaire général du patrimoine culturel l'église Sainte-Madeleine (XIIe et XIIIe), totalement détruite en 1855.

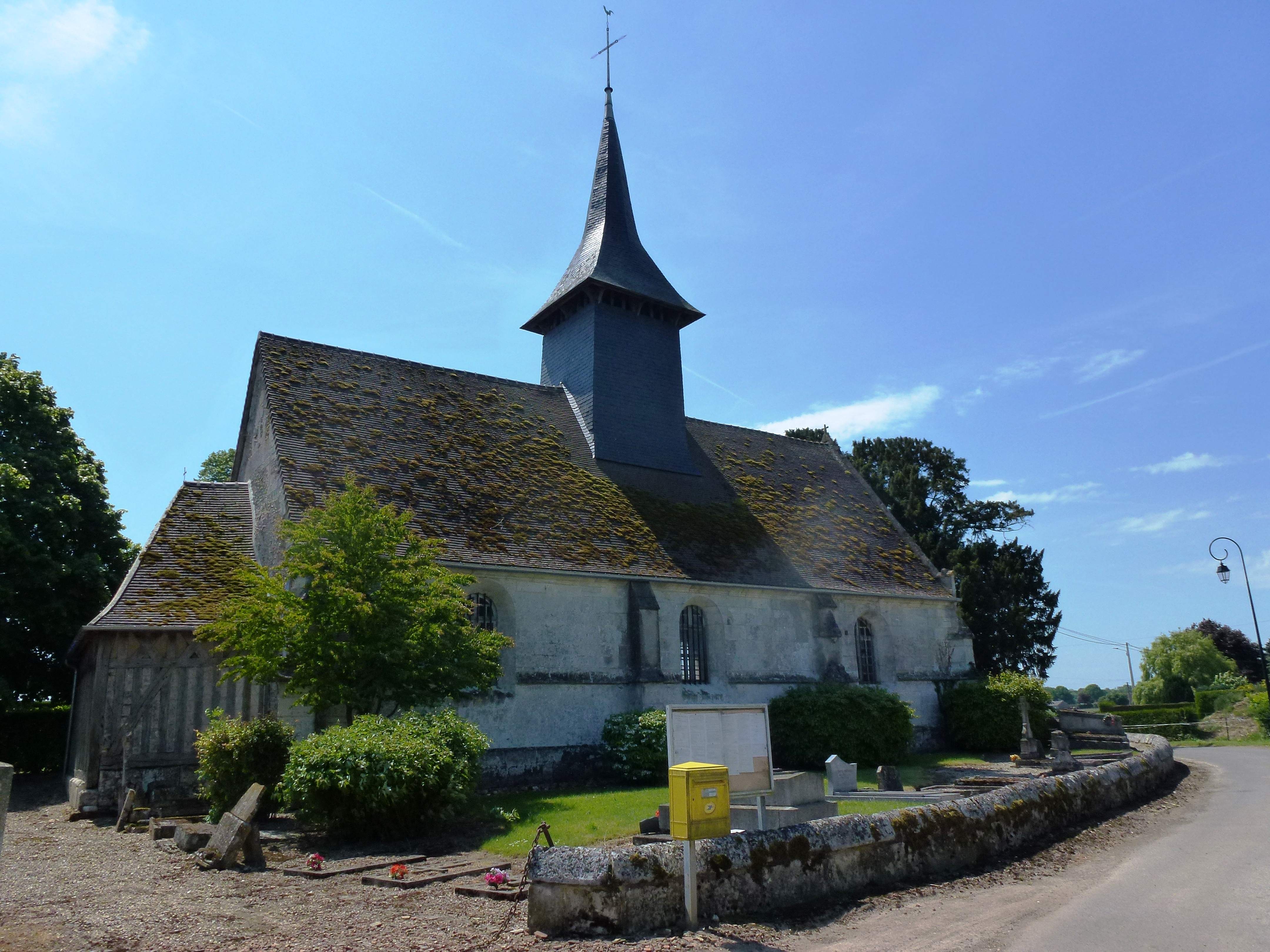
L'église Saint-Aubin.
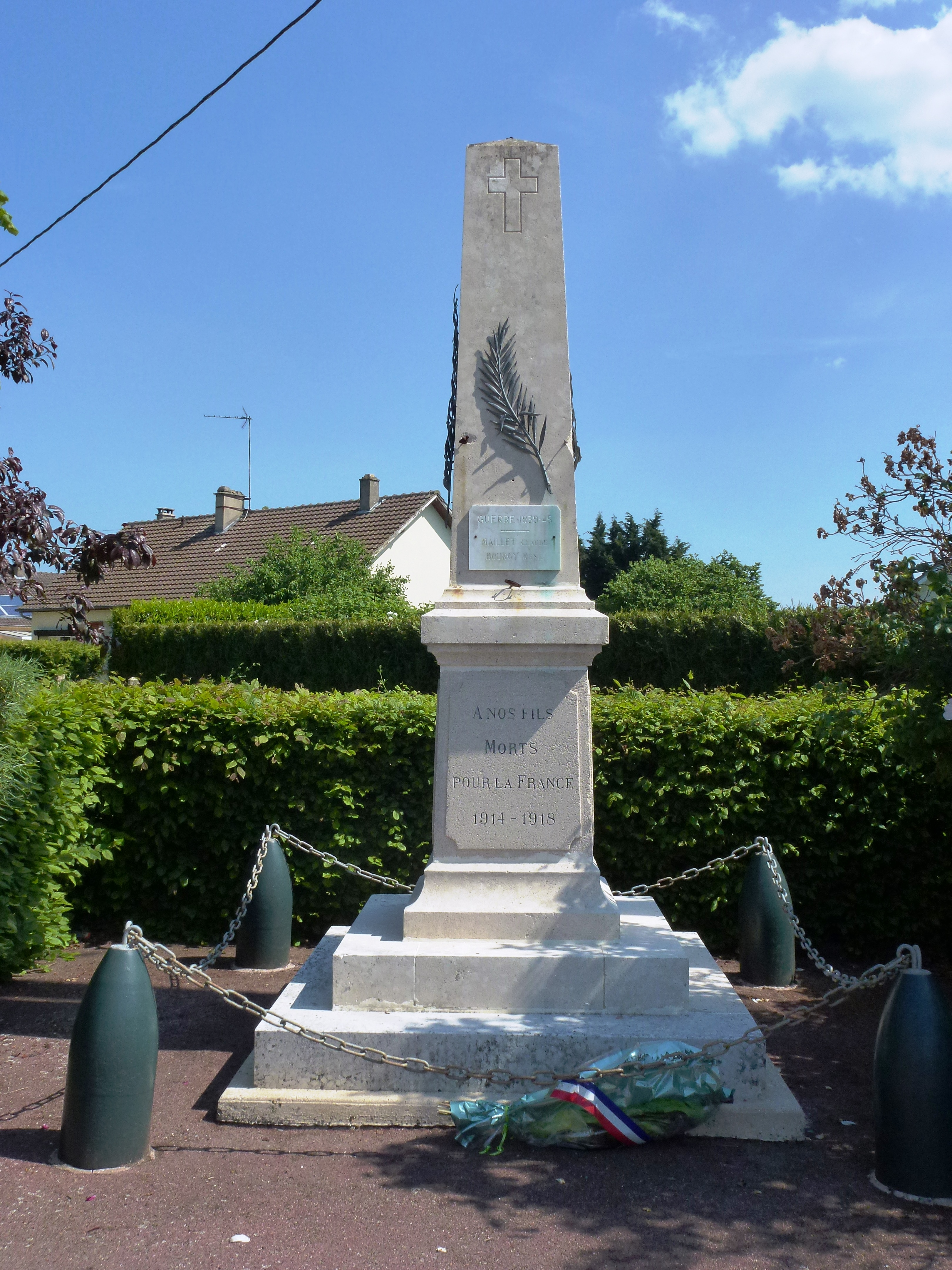
Le monument aux morts.
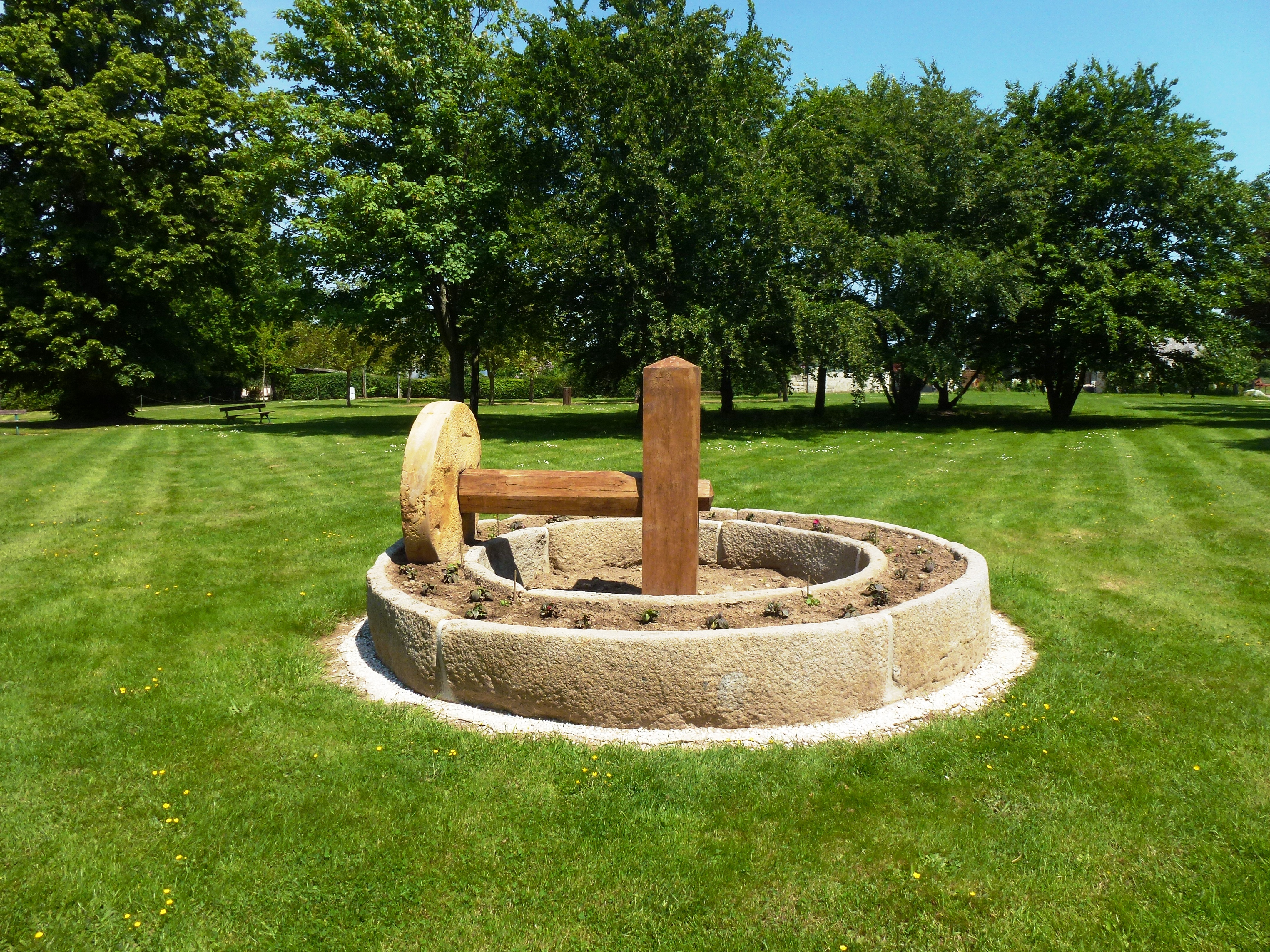
Le pressoir.

### Patrimoine naturel

#### ZNIEFF de type 1
- Le bois de Grammont et les prairies du val Gallerand[46].

#### ZNIEFF de type 2
- La vallée de la Risle de la Ferrière-sur-Risle à Brionne, la forêt de Beaumont, la basse vallée de la Charentonne[47].

### Personnalités liées à la commune
- Michel Odieuvre (1687 à Romilly-la-Puthenaye-1756), peintre, graveur et marchand d'estampes.

### Héraldique
| Blason de Romilly-la-Puthenaye | Blason  | Coupé : au 1er de gueules fretté d'argent à la tête de loup coupée d'or brochante ; au 2e de sinople à trois gerbes de blé d'or rangées en fasce, à la plaine cousue d'azur. |
| Blason de Romilly-la-Puthenaye | Détails | Création Christian Juin. Adopté le 15 février 2013. |